# Tadeusz Graff
Tadeusz Graff (ur. 17 września 1895 w Rozhadowie, pow. tarnopolski, zm. 12 września 1939 w Ryczywole) – podpułkownik artylerii Wojska Polskiego, żołnierz Legionów Polskich i kampanii wrześniowej.

## Życiorys
Urodził się 17 września 1895 w Rozhadowie (pow. tarnopolski) jako syn Stanisława Ignacego. Uczęszczał do Gimnazjum oo. Jezuitów w Chyrowie, gdzie zdał maturę.
Służył w Legionach Polskich. Z 3 pułkiem piechoty uczestniczył w walkach na Przełęczy Pantyrskiej, podczas których został ranny. Następnie został przydzielony do 2 kompanii 4 pułku piechoty. W 1916 zaczął naukę w legionowej szkole chorążych.
Po odzyskaniu przez Polskę niepodległości rozpoczął służbę w nowo utworzonym Wojsku Polskim. 1 czerwca 1921 pełnił służbę w Dowództwie miasta Lwów, pozostając na ewidencji 19 dywizjonu artylerii ciężkiej. 3 maja 1922 został zweryfikowany w stopniu kapitana ze starszeństwem z dniem 1 czerwca 1919 i 351. lokatą w korpusie oficerów artylerii. Następnie pełnił służbę w 27 pułku artylerii polowej we Włodzimierzu. W 1925 został przeniesiony do 11 pułku artylerii polowej w Stanisławowie, a w 1928 do 26 pułku artylerii polowej w Skierniewicach. 2 kwietnia 1929 awansował na majora ze starszeństwem z dniem 1 stycznia 1929 i 4. lokatą w korpusie oficerów artylerii. W 1932 powrócił do 11 Karpackiego pułku artylerii lekkiej w Stanisławowie. W 1938 został wyznaczony na stanowisko I zastępcy dowódcy 29 pułku artylerii lekkiej. Na podpułkownika awansował ze starszeństwem z dniem 19 marca 1938.
25 sierpnia 1939, w czasie mobilizacji alarmowej, objął dowództwo 29 pal. Na czele tego oddziału walczył w kampanii wrześniowej. 11 września został ciężko ranny i nazajutrz zmarł. Został pochowany na cmentarzu wojskowym w Puławach.

## Irena Grzymalska-Graff
Tadeusz Graff prawdopodobnie był dwukrotnie żonaty. Z pierwszego związku miał syna, Andrzeja. Jego drugą żoną była Irena Zofia Grzymalska-Graff (1911–1981), która wraz ze swoimi rodzicami, bratem, pasierbem, Andrzejem i córeczką została deportowana do ZSRR. Straciła tam ojca, brata i córkę. Na podstawie umowy Sikorski-Majski została zwolniona z zesłania i następnie wstąpiła do oddziału sanitarnego przy dowództwie tworzącej się Armii gen. Władysława Andersa. Po ewakuacji na Bliski Wschód została zastępczynią przełożonej Szpitala Nr 2, a w 2 Korpusie Polskim we Włoszech – przełożoną Szpitala Nr 7. Po wojnie, w 1946 wyszła za mąż za rtm. Jana Romanowskiego (1916–1997). Oboje zamieszkali w Kanadzie. Irena Romanowska została pochowana na cmentarzu weteranów Field of Honour w kanadyjskim Pointe-Claire.

## Ordery i odznaczenia
- Krzyż Niepodległości (12 maja 1931)[3]
- Krzyż Walecznych (czterokrotnie, po raz drugi w 1921)[4]
- Złoty Krzyż Zasługi (25 maja 1939)[5]
- Krzyż Zasługi Wojsk Litwy Środkowej